# Schutzhütte Fodara Vedla
Die Schutzhütte Fodara Vedla (ladinisch Üćia Fodara Vedla) ist eine Schutzhütte in den Dolomiten.

## Lage und Umgebung
Die Schutzhütte befindet sich auf 1966 m s.l.m. Höhe im Almdorf Fodara Vedla am Südrand der Sennes-Alm in den Dolomiten. Sie liegt im Gebiet der Gemeinde Enneberg in Südtirol (Italien), im Naturpark Fanes-Sennes-Prags.
Die Hütte dient als Stützpunkt für Wanderungen auf der Sennes-Hochfläche und für Besteigungen der umliegenden Berge. Am einfachsten erreichbar ist sie vom nordwestlich gelegenen St. Vigil aus. Von dort gelangt man über das Rautal zum Schutzhaus Pederü, wo Richtung Osten der Weg zur Sennes-Alm und nach Fodara Vedla führt, Richtung Süden hingegen die Fanes-Hochfläche erreicht werden kann. Östlich von Fodara Vedla liegt die Grenze Südtirols zur Provinz Belluno, wo sich bereits der Hausberg der Schutzhütte, der Lavinores (Sas dla Para), befindet. Gegen Norden gelangt man zur nahen Senneshütte. Zu den bekanntesten von hier aus erreichbaren Bergen zählen der Muntejela de Senes und der Seekofel.

## Geschichte
Ursprünglich befand sich in der Nähe der heutigen Schutzhütte nur eine nach dem Ersten Weltkrieg erbaute Schäferhütte. Diese wurde 1935 erweitert und zur Unterkunft für Bergsteiger umgebaut. Sie trug die Bezeichnung Rifugio/Schutzhaus Fodara. In den Jahren 1979–1980 erfolgte der Neubau einer modernen Hütte, während die alte zum Schlaflager umfunktioniert wurde.